# 盧扎河 (普羅特瓦河支流)
盧扎河是俄羅斯的河流，位於卡盧加州，屬於普羅特瓦河的右支流，河道全長159公里，流域面積1,400平方公里，發源自莫斯科州，河流在11月至4月結冰，河畔城鎮有小雅羅斯拉韋茨。
55°03′18″N 36°31′12″E / 55.05500°N 36.52000°E